# 武器種族傳說
《武器種族傳說》（EREMENTAR GERAD）是日本漫畫家東麻由美所創作的日本漫畫作品。2002年2月28日起於漫畫雜誌《月刊Comic BLADE》4月號（創刊號）至2010年2月号期間進行連載。單行本全18卷。續篇《武器種族傳說之蒼空戰旗》（EREMENTAR GERAD -蒼空の戦旗-）於2003年6月《COMIC BLADE MASAMUNE》夏季号開始連載。
常以單行本表皮顏色「紅」來稱呼前者，「藍」來稱呼後者。
另有改編成電視動畫與遊戲。電視動畫自2005年4月5日到9月27日期間於東京電視台播出，全26集。播出時漫畫連載尚未結束，因此後半段劇情和原作有一定差異。於2008年1月21日中配版在台灣緯來綜合台播出，中文配音由紅棒製作錄製；由於使用的多為新人，因此評價不一。
2015年8月19日，東麻由美因青光眼發作而無法繼續執筆，《武器種族傳說之蒼空戰旗》連載因此無限期休止。

## 概要
本作品的世界觀以幻想的世界為背景，整個分為許多大陸，大陸上也有村落或國家。聖戰天使化作武器與人類共同作戰，可以以一般武器方式戰鬥，也可以吟詠古代之歌以發揮超越一般的力量，主線是以與稱為歐爾凱納德的組織對抗，充滿驚險萬分的冒險之旅。本身屬於所謂的RPG風格幻想冒險作品。不同於過去的支配型戰鬥方式，更加強調合作與溝通。除了詩歌也包含了槍砲、飛空艇和船等近代科學的要素。登場人物女性角色比男性角色多。

### 紅本
《武器種族傳說》是講述一個熱愛天空的少年，與一個可化為武器的少女相遇的故事

### 藍本
《武器種族傳說之蒼空戰旗》是武器種族傳說的姊妹作，時間設定在武器種族傳說的兩年後。在《COMIC BLADE MASAMUNE》上連載。後《COMIC BLADE MASAMUNE》改名為《COMIC BLADE Avarus》，內容偏向女性向。雖然原《COMIC BLADE MASAMUNE》為雙月刊，改作《COMIC BLADE Avarus》後改為月刊，但是本作仍為隔月連載，因此連載速度並沒有改變。

## 登場角色

### 紅本
注意：配音員前者為動畫版，後者為廣播劇CD版。

#### 主角一行
酷（酷德·望·朱魯愛特）（クー（クード＝ヴァン＝ジルエット））　Cou（Coud Van Giruet） （配音員：石田彰/高橋直純/台灣：蘇振威）
這部作品的男主角。紅山貓空賊團的成員之一。自從懂事的時候就沒有父母，自己一個人生活，5歲的時候被首領撿回來。雖然身為一個空盜，卻不擅長操作飛行艇，被空賊團的同伴們嘲笑，不過對於修理機械方面的事倒是很拿手。
在一個偶然的場合解開了蕾的封印，與她同契後獲得強大的力量，隨後被一個神秘的巨大組織盯上而生命受到威脅。長時間都跟男人接觸，不擅長對待女孩子。把蕾當作戀人看待，記憶力比一般人優異。
個性開朗，不管面對什麼事都很樂觀，但是容易得意忘形。擁有相當堅強的意志力，一旦決定要做的事，無論多少阻礙都會堅持到底。認為身為男孩子就應該保護女孩子，也因此偶爾會過度勉強自己。曾因席雅的關係以為蕾最重視的人不只自己一個，和蕾疏遠過一陣子。
使用長矛刀的技術一流，平時收在左手的袖子裡。身手相當拙劣且個性倔強，經過特訓後變得比較成熟。
最喜歡兔耳(兔女郎裝)，甚至到了忘我的地步。喜愛天空，結束艾迪魯庭園之旅後想要組織自己的『兔耳空盜團』，成員有蕾、希絲卡、龍威、奇雅、拉撒蒂姊妹，甚至是獵人組合等所有旅途中相遇的人。
艾迪魯庭園的CIA覺醒事件結束後，與蕾一同失去蹤跡，在維爾西奧尼大陸被拍到身影。  
- 資料

頭髮顏色:焦糖色
眼睛顏色:淡藍色
同契者：蕾
最喜爱的人：蕾
最喜爱的食物：甜食
不擅長：操作飛行艇、和女生相處、思考
擅長：修理機械
夢想：成為獨當一面的男子漢

蕾（蕾芙麗·梅札蘭斯）（レン（レヴェリー＝メザーランス））　Ren（Reverie Metherlence） （配音員：高橋美佳子/桑島法子/台灣:王文貞）
身高：154公分　血型：OE型　年齡：515歲 推測　生日：?
這部作品的女主角。最高血統七煌寶樹之一，同契者是酷德，屬性為風，以睡眠來恢復力量。
個性:冷漠、害怕及討厭人類、很少說話，討厭甜食、胡蘿蔔、洋蔥，說話總是直接命中核心。遇到酷之後便漸漸敞開心扉，敢與人接觸。
15歲時為了實現跟席雅的約定而想前往艾迪魯庭園，為此與禁止她前往的格麗娜吵架，最後離家出走，在路上被人封印。直到五百年後封印由酷德解開，並與酷德同契且一起踏上前往艾迪魯庭園的旅程。似乎因為長期封印的緣故，對現代的大型交通工具有莫名的恐懼。
嬰兒時期由一生病的男人帶到阿魯克沃雷村，"蕾溫絲"可能是已故的蕾的母親的名字。因為七煌寶樹的身分與一般聖戰天使不同，小時候常受到欺負。曾經憎恨自己的核石直到遇到席雅安慰了她。
CIA覺醒事件中對艾迪魯庭園的作法非常憤怒，情緒失控而瘋狂攻擊，後來在眾人的保護下重新與酷德和好。事件結束後，與酷德一同失去蹤跡，在維爾西奧尼大陸被拍到身影。
動畫中是伊芙叫蕾到艾迪魯庭園的。
姓氏「梅札蘭斯(メザーランス)」寫成英文是「Metherlence」，拆開來就是「Me(我)+Ther(療法)+Lence(閉口)」，暗示蕾不太說話，恢復力量的方法就是睡覺。
- 資料

種族：七煌寶樹的梅札蘭斯一族
同契者：酷德·望·朱魯愛特
同契型態：大劍
屬性：風
人型態咒文：光屬(七煌寶樹特性)
核石顏色、位置：孔雀石（MALACHITE）綠、頭部
恢復的方法：睡覺
重要的人：酷德、席雅、格麗娜
希絲卡（シスカ）　Cisqua （配音員：水樹奈奈/大谷育江/台灣：鄭可欣）
身高：147公分　血型：B型　年齡：16歲　生日：12月25日
聖戰天使保護官，聖戰天使保護協會派來保護蕾的人。個性開朗又認真，以工作為上的態度使她初期常常與目標不同的酷鬥嘴。
堅持不使用聖戰天使，反而以使用槍砲為主，衣服下藏著無數槍砲彈藥，遠距離戰鬥時常常以導彈進行轟炸。另外還擅長格鬥技，整體具有強大的戰鬥能力，而她本人也常常使用強硬手段。戰鬥時非常忘我以致在彈藥上花費太多存款而不自覺。
原本只是因為任務和升官機會而接近酷德與蕾，相處後和蕾立下要在艾迪魯庭園保護她的約定。
龍威（ローウェン）　Rowen （配音員：上田祐司/森久保祥太郎/台灣：方榮鋒）
身高：186公分　血型：AB型　年齡：20歲　生日：2月1日
聖戰天使保護協會的保護官，希絲卡的後輩，很依賴學姊的決斷。金色長髮的美男子，資產家的獨子，天使保護協會學院第一名畢業，各方面都很優秀，為人也很親切。唯一缺點是想顧及全部而顯的優柔寡斷，反而喪失更多。對待女性雖然很有紳士風度，但在實際的情感上頗為遲鈍。與菲蘿間的遺憾是他心中難以治癒的傷。曾在人妖媽媽桑開的牛郎店打工維持一行人旅費，對美男子的特性不自覺，日後的戰鬥中想起人妖媽媽桑的開導覺醒了對待女性敵人的方式(對待玫瑰要溫柔)。
會使用雙重、多重詠唱，其實力令歐爾凱那德的刺客也頗為讚嘆。
奇雅（奇理特·恩芭提理雅）（キーア（キュリート＝エンヴァティリア）））　Kuea（Kullweet Envatilia） （配音員：鈴木菜穗子/岡村明美/台灣：趙全祥）
身高：180公分　血型：ABE型　年齡：?歲　生日：?
聖戰天使，同契者是龍威，屬性為動，以吃東西回覆力量，食量異常得大，有一頭刺蝟黑髮，頭上纏繞著鎖鏈。平時以欺負龍威為樂，但作為年長的大姐姐，也常常給龍威等人頗多照顧，傾廳他們的煩惱。在協會中算是頂級聖戰天使，在艾迪魯庭園的戰鬥中跟稀有的光屬聖戰天使勢均力敵，看得出其實素質很強。
同契者:龍威
同契型態：黑色曲雙刀和鎖鍊
屬性：動
核石顏色、位置：石榴紅、雙手手背上
恢復的方法：吃東西

#### 天使守護隊
總部位於威斯特利亞公國，經過受訓的保護官有一定的作戰水準，現任負責人是法魯克總監。
- 沙威魯多（サンウェルド）　Sanweild （配音員：諏訪部順一/關俊彥）

身高：175公分　血型：O型　年齡：23歲　生日：4月25日
隸屬聖戰天使保護協會，個性非常平和，給人一種暖暖的感覺。暱稱是沙學長。
- 夏爾羅（夏頓·巴多·沃爾羅資）（シャルロ（シャトン＝バド＝ウオルスローズ））　Challo（Chaton Vad Wolsloth） （配音員：綱掛裕美/神田朱未）

身高：163公分　血型：BE型　年齡：?歲　生日：?
聖戰天使，同契者是沙威魯多，以做夢（妄想）回覆力量。對奇雅有濃厚的愛意，有點吵，暱稱沙威魯多為沙沙。後記中作者透漏是用以前和朋友設計的角色再以相反屬性創作出來。
同契者：沙威魯多
同契型態：細劍
屬性：愛
核石顏色、位置：玫瑰粉紅色、右腳腳踝
恢復的方法：作夢（妄想）
- 巴格雷特（バーグレット）　Vargret

身高：187公分　血型：B型　年齡：33歲　生日：12月18日
進入臥魯西歐奈大陸後尾隨酷德一行人的神秘男子，實力深不可測，個性非常隨便且有點惡劣，一路敲詐希絲卡保護費和彈藥費。真實身分是原特殊機動部隊B.G指揮官，該部隊因指揮官老是摸魚而無法控制被迫解散，巴格雷特現以流浪保護官的身分私下協助協會成員，被法魯克總監拜託來協助希絲卡等人。其實對認同了實力的部下很溺愛，紅本結局時和恩緹在大陸到處行動。
- 恩緹（恩緹比·蒂里巴恩）（エンディー）　Endivy Dillypan

身高：158公分　血型：AE型　年齡：?歲　生日：?
聖戰天使，一身女忍者般的現代和式服裝風格，時常更換華麗的服裝，身材非常好，喜歡下午茶等優雅的事情。和巴格雷特一樣原是守護隊的人，有著很愛操心的大姊姊個性，訓話起來會有戳別人痛處的毒舌習慣。對待巴格雷特毫不留情，害怕噁心的事物，有時也會露出很依賴的可愛表情。兩人間有他們才知道的默契，人型狀態會使用「圍花簪舞術」的暗器攻擊技術，酷德表示很怕她。
同契者：巴格雷特
同契型態：狙擊槍，同契者背上同時會展開蝴蝶翅，槍托直擊也有不小威力
屬性：智
核石的顏色：深藍色
恢復的方法：點精油吸取香氣
- 法魯克總監（ファルク總監）　Falke （配音員：前川健志）

身高：188公分　血型：A型　年齡：35歲　生日：9月28日
天使守護隊的囉嗦總監，其實對希絲卡一行人危險的旅程非常擔心，私下委託親信巴格雷特保護。
- 克魯斯輔佐官（クルス補佐官）　Culus （配音員：上田陽司）

身高：185公分　血型：B型　年齡：32歲　生日：6月16日
總監輔佐官，個性溫柔穩重,常幫闖禍的希絲卡講好話，是希絲卡仰慕的人，常出現在希絲卡的美夢中。
- 麥娜(動畫譯為瑪伊娜)（マイナ）　Myna（配音員：田口宏子）

希絲卡工作上的對手,於番外篇中登場，收錄於紅本最終卷單行本。動畫中則厭惡聖戰天使,並企圖控制酷殺害蕾。
- ターキー

- カラン（カラン（カラメーラ＝オランジュ））

#### 賭鬥場
庫德小時候曾經和紅山貓空賊團來過的地下賭場，三年前突然加入聖戰天使的賭鬥士玩法，前往臥魯西歐奈大陸前希絲卡提議到此籌措旅費。
- 拉撒蒂（拉撒蒂·地可蕾絲）（ラサティ（ラサティ＝ティグレス））　Rasati（Rasati Tigres） （配音員：緒方惠美/樸璐美）

(台:陳貞伃)
身高：175公分　血型：A型　年齡：18歲　生日：1月11日
賭場中下注挑戰K級級數最高級的強者，無敗紀錄的傳說「無戰敗紀錄的少虎」，單用格鬥技和鬥氣就能打敗聖戰天使同契者，女強人個性，穿著緊身武鬥服，黑髮束高長馬尾。幼時喪父母，被叔叔同莉莉雅賣給賭鬥場老闆；為了奪回姊妹的自由，代替身為聖戰天使的妹妹，成為賭鬥士努力賺錢，到最後才發現一切都是賭鬥場老闆的陰謀，最後打了老闆一拳並按照約定將掙來的整袋鈔票扔下。賭場被抄後和酷德等人同行，目的是和妹妹一起回到臥魯西歐奈大陸原本的家。動畫則是參與了艾迪魯庭園的戰鬥協助酷德和蕾。
姓氏「地可蕾絲」，原自於西班牙文的老虎 (Tigres)。
- 莉莉雅（莉莉雅·地可蕾絲）（リィリア（リィリア＝ティグレス））　Rerea（Rerea Tigres） （配音員：笹本優子/佐久間紅美）

身高：157公分　血型：ABE型　年齡：15歲（首次同契）　生日：?
聖戰天使，賭鬥場老闆家的女傭，短髮波浪捲，給人惹人憐愛女孩的感覺，以攝取糖份回復力量。嬰兒時期被地可蕾絲夫妻收養，成為拉撒蒂沒有血緣關係的妹妹。常常躲在姊姊（拉撒蒂）背後，但是在遇到酷德一行人之後逐漸改變，開始變得堅強決心守護姊姊。莉莉雅·地可蕾絲是拉撒蒂的父母所取的名字。和酷德等人旅行時心漸漸放開，和蕾發展出一段非常要好的友誼。動畫中最後和姊姊參與了艾迪魯庭園的戰鬥。
同契者：拉撒蒂
武器型態：有尖刺的護腿(右腳)
屬性：靜
核石顏色、位置:深藍色、右手臂
恢復的方法：攝取糖分
- 巴狄·多拉（バティ＝ドゥーラ）　Bati Dora （配音員：無/服卷浩司）

賭鬥場中最弱級數的賭鬥士，酷德第一次挑戰的級數，一直打不贏直到快把挑戰金花光，在酷德接受龍威和希絲卡的交互特訓後一口氣突破其門檻。曾經調戲莉莉雅而被拉撒蒂打。
- 可菲·梅卡（コフィ＝メイカー）　Coffi Maiker

實力位居第四,算是賭鬥士中(除了拉薩蒂)唯一的好人，其實喜歡拉薩蒂。（雖然對拉薩蒂的心意被莉莉亞察覺，但拉薩蒂本人毫不知情。）
- 福利哥（フリゴ）　Frigo （配音員：伊丸岡篤/中尾良平）

實力位居第二，在漫畫中被拉薩蒂的鬥氣打敗，動畫裡則是被和莉莉雅同契的拉薩蒂打倒。
- 喀利馬·資魯（クリマ＝ズール）　Climatiseur （配音員：古屋道秋/花田光）

賭鬥場的王者，使用聖戰天使的級數賭鬥士，面目嚴厲滿臉鬍子的狂氣大叔；漫畫中被酷打飛，動畫則是和福利哥一起被同契後的拉薩蒂打倒。

#### 艾迪魯庭園
被稱之為珠煌樂園，聖戰天使夢寐以求的國度，科技、政治、貿易極端得高於其他國家，國內漂浮著浮島。歐爾凱那德為艾迪魯庭園的中樞組織，是不是國家軍隊並沒有明說。
- 艾迪魯庭園的總統（總統）

身高：207公分　血型：?型　年齡：?歲　生日：?
位於艾迪魯庭園頂端之人，蒙面銀白色長髮男子，只有他能制止禁忌兵器CIA的爆走，原因不明。對自己的聖戰天使很溫柔。詳細請參照武器種族傳說之蒼空戰旗。
- 總統的聖戰天使

身高：156公分　血型：?型　年齡：?歲　生日：?
和蘭珠及歐魯哈相處在一起的少女，淡粉紅色長髮，得知蕾到了艾迪魯庭園表示想見她，蘭珠和歐魯哈是她的朋友。七煌寶樹之一，哀求總統不想讓同是七煌寶樹的蘭珠及蕾互相殘殺，總統回應這是"反抗人類與聖戰天使的宿命"。在藍本《蒼空戰旗》2年後的故事中展現同契狀態。
種族：七煌寶樹中的某族
同契者：總統
屬性：冰
核石的顏色、位置：雪白色、胸口
- 歐魯哈（歐魯哈·J）　Orha（Orha·J）

總統直屬人員，原為巴洛巴魯克斯部下，國內謠傳為總統身邊紅人。個性少話，一開口就口氣很差，蘭珠的同契者，和總統理念相近且相當重視同伴，CIA覺醒時認為應該先疏散人民和士兵。實力足以瞬間壓制巴洛巴魯克這種最高幹部，與酷德決鬥中表示酷德讓他再次找到戰鬥的樂趣，令他很快樂，最後為了拯救掉落的浮島免於砸入市區離開決鬥。
- 蘭珠

擁有冰之力的聖戰天使，屬於"七煌寶樹"之一，淡粉紅色短髮的女人，個性溫柔。不管是外表或能力都和總統的聖戰天使很相似，屬於同一族的七煌寶樹，和總統的聖戰天使關係似乎不錯(有一種說法猜測可能為姊妹)。嘗試說服酷德和蕾去見總統，願意保全兩人性命，不希望和蕾戰鬥，雖然因為蕾當下對艾迪魯庭園的憎恨還是交戰起來。
種族：七煌寶樹中的某族
同契者：歐魯哈
屬性：冰
核石的顏色、位置：雪白色、胸口
- 巴洛巴魯克斯（バロバルクス）

歐爾凱那德（オルガナイト） ORGA NIGHT(騎士) 最高幹部之一，身形瘦直淺色短髮，殘酷卑鄙的男人，對於任務失敗的部下均予以殺戮處分。
- 比芮麗妲（ビーネンリッター）

歐爾凱那德（オルガナイト） ORGA NIGHT(騎士) 最高幹部之一，深色長髮的女人，唯一的女性最高幹部，被稱之為女王蜂，武器為鞭子。喜歡收面貌姣好的男女為部下，為人相對仁慈，有時頗溺愛部下。
- 卡雷歐達（ガレオーダ）

歐爾凱那德（オルガナイト） ORGA NIGHT(騎士) 最高幹部之一，壯碩的紅髮大叔，以國家為重，紅本著墨較少。
- 古拉提亞斯（グラディアス） Gladias（配音員：成田劍）

歐爾凱那德的一員，戰鬥力精銳，臉上常掛著一抹冷笑，喜歡聊天但內容非常冷酷，留著白色長髮的男人。一身和服浪人裝扮，擅長用煙斗殺人，亦殺害許多任務失敗的同伴，曾斬下葛雷亞茲的雙手。其聖戰天使為闇屬性的依朵依，戰鬥時常進行肉眼看不見的斬殺；跟酷德戰鬥後負傷回總部，登入城中時被葛雷亞茲以相剋的光屬性聖戰天使所殺(動畫版則與菲蘿同歸於盡而死)。
巴洛巴魯克斯旗下。
- 依朵依（依利提可·羅朵依）（イドゥイ（イリティク＝ロードゥイ））　Hedui（Heritic Lodui）

身高：58公分
古拉提亞斯的聖戰天使，闇屬性，身形嬌小帶著黑色棉帽，喜歡鑽到古拉提亞斯袖子裡，同契狀態下有著超快速特性。
同契者：古拉提亞斯
武器型態：異常長的長劍(擁有肉眼看不見的揮砍速度)
屬性：闇
核石的顏色：漆黑色
恢復的方法：遮光
- 葛雷亞茲（グレイアーツ）　Grayarts （配音員：鳥海浩輔）

歐爾凱那德的一員，喜愛唱歌，相貌英俊，在遊艇突襲酷德一行人，戰敗之後被古拉提亞斯砍下雙臂。後來被比芮麗妲收為旗下(收容)，並接受另一光屬性聖戰天使若曼，因此得以報復古拉提亞斯的闇屬性聖戰天使。最後在主角一行人突入艾迪魯庭園內時再度對決，以為殺掉龍威就可以再度唱得出歌，反過來被龍威感化，雙方使出絕招時解除同契，留下"感謝你若曼"我終於抵達自己的葬身之處了的遺言，在另一個世界和可可威特繼續在一起。
巴洛巴魯克斯部下轉到比芮麗妲部下。
在動畫版則因任務失敗而和可可威特一同被古拉提亞斯殺害。
- 可可威特（奇可麗亞·可魯·威特薇）（ココウェット（チコーリア＝コル＝ウェットヴィ））　Cocowet（Cicoria Cor Wetvie） 

葛雷亞茲的聖戰天使，喜愛葛雷亞茲唱歌的樣子，任務失敗後為被古拉提亞斯奪取核石後死亡。
剛相遇時可可威特總是批評葛雷亞茲"唱沒有用的歌做甚麼，作戰以外的歌(詠唱)沒有意義"，但漸漸地被葛雷亞茲吸引，認定這世界上只要能聽著葛雷亞茲的歌就是自己唯一的幸福。
因任務失敗而被古拉提亞斯殺害。
同契者：葛雷亞茲
武器型態：刀
屬性：音
核石的顏色、位置：紫紅色、右胸上
恢復的方法：狂熱
- 若曼（若茜·普莉曼姆）（ノーマ）Noche Primame

比芮麗妲擁有的聖戰天使，也是她的下午茶會同伴。稀有的光屬性，人型狀態是一位全身發光的雙馬尾少女，有點像初音未來(※引用名詞)，板著一張臉不喜歡聒噪。負責治療斷手的葛雷亞茲，並被指派成為葛雷亞茲的新搭檔，因為天生相性契合。同契狀態是一對巨大的光之翼，能力有高速飛行、極光帷幕、羽翼打擊和光翼碎片，對戰大型飛空艇很輕鬆，各方面能力非常兼顧且素質深不可測，以光之翼代替葛雷亞茲的斷臂。
同契者：葛雷亞茲 (上司指派)
武器型態：光之翼
屬性：光
核石的顏色：陽光色
恢復的方法：日光浴
- 海林古（ヘリング）　Herring

歐爾凱那德的一員，黑髮的俊俏男子，極端注重衣裝外表，實力深受組織內其他人認同，但是是個以行程和約會而不是工作為重的男人。行程表上隨時都排得滿滿的，就連上司要求也不一定答應。命令化裝成小護士的菲蘿（洽蘿特）去搶奪格麗娜婆婆的古老核石，只因為服裝被弄髒；因為沒有空出來的時間把搶奪七煌寶樹的任務讓給其他人。
屬於比芮麗妲旗下。
- 魯魯蘿潔（沙威魯魯·蘿潔絲）（ルールローゼ（サヴィルール＝ロージェス））　Saviereul Rogest

海林古的聖戰天使及戀人，華麗的美女，原本約定一天只能同契一次，除非買禮物安撫她，和海林古可說是時髦二人組。喜歡捉弄克琪乃爾。
同契者：海林古
武器型態：長鐮刀
屬性：美
核石的顏色、位置：紅褐色、大腿內側
恢復的方法：收禮物的滿足感
- 菲力絲（菲力絲·克恩可爾）（フェリス）Felis Concolor

克琪乃爾的同契者，長髮戴眼鏡的女軍官，原本就是狙擊手，以克琪乃爾的命令行事，狙擊戰中被巴格雷特殺害。
- 克琪乃爾（克可奇琪·法乃伊爾）（コーチネル）Korkchiuche Fanail

聖戰天使，頭戴巨大貝雷帽，被巴格雷特戲稱為毒魔菇，個性非常開朗，甚至有點吵，海林古的前戀人。戰機駕駛員，看到各型號的飛空艇會非常興奮。自稱是紅軍，帶領著由特選的菲蘿組成的部隊，紅色艷擊部隊「甜心木莓隊」。同契後化為狙擊槍「歐爾凱那德的紅軍」，狙擊時有著喜歡虐待獵物的壞習慣，結果反被巴格雷特找到位置，菲力絲死後回到艾迪魯庭園本部。
比芮麗妲旗下
同契者：菲力絲
武器型態：大型狙擊槍
屬性：火
核石的顏色：晴空藍色
恢復的方法：讓自己起萌
同契者：菲力絲，海林古(前任)
- 菲蘿（菲雅滋芙·愛可蘿裡爾）（フィロ（フィアズーフ＝エクリロール））　Viro（Virzoeve Eclairouer） （配音員：半場友惠/田村由香裡）

在賭鬥場相遇的馬花辮少女，帶著大大的圓形眼鏡。和酷德一行人同行，自稱喜歡酷德，和蕾成為朋友，和德威接吻，奪走龍威的戀心，讓龍威痛苦不已的女人。菲蘿其實是人造聖戰天使的一員，接獲古拉提亞斯的指令「殺死酷德，奪取七煌寶樹」而潛入酷德身邊。一直以為任務成功就能被變成真正的聖戰天使，真正的寶石，成為有用的武器被歐爾凱那德的大人們使用。最後戰敗被酷德等人帶回，但被回來善後的古拉提亞斯破壞核心。在此指的旅途中與酷一行人一起行動的菲雅滋芙·愛可蘿裡爾。
- 其他的「菲蘿」

菲蘿是人造聖戰天使的統稱，全名"菲雅滋芙·愛可蘿裡爾"，將核石植入人類女性中製作而成，暗紫色核石沒有光輝只是普通的石頭，量產型菲蘿能力皆一樣，強韌的肉體，自行可以將四肢變成怪物般的手爪。歐爾凱那德將他們作為補充戰力，或配置到同盟國內。其中菁英部隊有不同屬性的能力。
- 安娜　Anna

酷德偷渡時相遇的女孩，有著柔軟的屁股，和馬花辮眼鏡菲蘿一樣接到「殺死酷德，奪取七煌寶樹」潛入任務，被前者因為搶功殺害。
- 洽蘿特（チェロット）Cerotto

偽裝成診所的小護士，尾行酷德突襲格麗娜婆婆，從海林古那接到搶奪古老的傳說核石的任務。
- 蘿娃　Lowa

身材高挑的女性。「甜心木莓隊」成員。
- 茉莉波瓦　Marrypowa

不想作戰的女孩，一旦開打會完全變臉，邊哭邊怨恨"大家在都欺負我，那你去死好了"，並變身成放出能量球的大飛蛾，被龍威以美男子征服後擊暈。「甜心木莓隊」成員。
- 波爾切理歐　Polcerio

變身為滾殺蟲或是瓢蟲，會像戰車風火輪一樣爆轉衝撞、輾人。「甜心木莓隊」成員。
- 亞拉娜亞　Alanea

能力是吐出蜘蛛絲，手臂變成大蜘蛛腳，是個S，有綑綁欲。「甜心木莓隊」成員。
- 龍普魯（ロンブル）　Lonble

歐爾凱那德的一員，美男子，在水牛城祭典中帶著兔女郎們在最後一輛花車現身。聖戰天使屬性煌環達人，對不懂屬性的酷德與蕾也不管是敵人，就強迫他們坐下來上課，夢想是收集滿24屬性；高超的同契技術及男人魅力已經與十二名聖戰天使同契，稱他們為我之「愛寶石」，並深受她們愛戀著。同時能讓三個屬性的聖戰天使融合同契、同時使用兩把武器，善用屬性令酷德即使有七煌寶樹作搭檔也陷入苦戰。
為人不僅不嗜血，還以希望跟酷德交換風屬性七煌寶樹的方式來勸降，愛寶石們也對蕾勸降"只要來我們這邊就帶你去艾迪魯庭園喔，我們就是艾迪魯庭園來的喔"。
和古拉提亞斯因為不同陣營間搶功，也認為龍普魯一個人獨占太多聖戰天使戰力，以超快速將未同契的聖戰天使解決，最後將其愛寶石全數殺害。僅花幾秒，被自己的女人們斷氣前呼喊趕快逃走但龍普魯亦難逃一死。
可以說是酷德兔女郎愛好的啟蒙者，蕾對此僅表示"為什麼是兔耳?"。
屬於比芮麗妲旗下。
- 愛寶石（愛寶石（スウィート・エンジェルズ））　Sweet Angels

龍普魯的十二名聖戰天使總稱呼。龍普魯視他們為美麗的寶石以及戀人，對每個人都有不同的討好方式。後為古拉提亞斯奪取所有核石之後殺害。*核石肉體重生後洗掉記憶能再成為戰力。
- 烏魯吉可（ウールジーク（ウールワゥトゥ＝エナジーク））　Oerglek

盾屬性。稱呼龍普魯為『ロンブル』
- 艾絲塔羅拉（エスタローラ（ウェヌスタ＝アウローラ））　'Estarora

美屬性。稱呼龍普魯為『ダーリン』
- 卡迪拉（カディーラ（カディーム＝イーラン））　'Kadeera

綠屬性。稱呼龍普魯為『ロンブル樣』
- 葛蕾尼歐（グレニオ（グレンデ＝プーニオ））　'Grenho

動屬性。稱呼龍普魯為『ロン』
- 可達　Coda

音屬性。稱呼龍普魯為『ロン君』
- 喬姆　Jome

闇屬性。稱呼龍普魯為『ロン樣』
- 西提雅（セディア（セリツオ＝ディモカラスィア））　Sedea

地屬性。稱呼龍普魯為『ロンブル君』
- 立蕾妮（リレイニ(サリーレ＝イグニス)）　Lireine

火屬性。稱呼龍普魯為『ロンロン』
- 雷雷可（レレク（レィヴンダル＝アフブレークメス））　Lerek

劍屬性。稱呼龍普魯為『ロンちゃん』
- 芙莉薇（フリーウィ（フリーオ＝ウィヌーム））　Frivi

靜屬性。稱呼龍普魯為『主殿』
- 丘梅　Cumei

虛屬性。稱呼龍普魯為『マスター』
- 奇莉亞（キリヤ（アーキル＝リーシャ））　Kereya

智屬性。稱呼龍普魯為『ロンブルさん』
- 玉翠（掮客）（玉翠（ユイツェイ）） （配音員：無/）

進行聖戰天使人口買賣的掮客，認識各地的煌珠獵人，與總統關係很好，收集聖戰天使後帶進艾迪魯庭園。原以為是惡人，聖戰天使認為能到珠煌樂園比起在外面的生活幸福，艾迪魯庭園的聖戰天使不是成為有尊嚴的市民，就是成為軍隊的戰力有一定的自由。最早察覺：麻煩的事讓給其他人以免惹禍上身，早早脫離七煌寶樹搶奪戰，還幫酷德兩人偷渡。
- 愛爾瑪（愛爾瑪·吉魯提）（アルマ（アルマ＝ギュルティ））　Arma（Arma Gurty） （配音員：無/鹽山由佳）

跟在玉翠身邊的護衛，緊身衣大姊。
- 來蕾（來伊爾·蕾伊卡絲提克特）（來蕾（ライレイ）（ラ＝イール＝レイガンスティクト））　La Hire Reigansetict （配音員：-）

愛爾瑪的聖戰天使，喜歡湊熱鬧，跟在玉翠身邊的護衛。
同契者：愛爾瑪
武器：拳套複合雙手長刃
屬性：綠
核石的顏色、位置：金黃色、耳朵
恢復的方法：旋轉
- 貝倫（貝伊珠恩姆·西珠絲）（ベイルーン）Bayjeum Selce

聖戰天使，珍珠的姊姊，艾迪魯庭園同盟國的上層市民。告訴蕾"我知道解除同契的方法，想要知道的話再來找我"。對妹妹有近似變態的愛，人生一切都是為了妹妹，答應幫助想要向蕾報仇的妹妹，甚至不惜殺死反對殺死七煌寶樹的原同契者(高層希望活捉)；原本希望在妹妹在有勝算時幫她報仇，錯過時機後為了不讓妹妹痛苦自己刺死妹妹再自殺。其實還蠻喜歡蕾這個小女孩，死前要蕾和酷德在士兵來前快走。是個很強大的聖戰天使，與國家高層似乎有關係。
同契者：??已歿；珍珠
武器型態：帶電的龍頭手臂護腕，射出高能量雷射
屬性：虛
核石的顏色、位置：紅珍珠色、脖子上
恢復的方法：愛人
- 奇斯·飛魯耕（キース＝フェルゲン）　Keath Fergen

艾迪魯庭園力量的起源之一，人類。
500多年前艾迪魯庭園派遣阿魯克沃雷使節團隊長，對聖戰天使席雅一見鍾情，與席雅結婚並把她帶到艾迪魯庭園去。為了創造珠煌樂園與人類共同生活的和平國度需要力量，開始對聖戰天使進行實驗，逐漸演變成禁忌的人體實驗，邀請各地聖戰天使的手段也漸趨強硬。面對說想幫忙自己的妻子，將她送上實驗台。甚至對妻子懷孕中的小孩也產生當成實驗品的欲念被失控的席雅殺死，但這僅止於CIA的片段記憶；現代英雄紀念碑上刻有2百年壽命，奇斯·飛魯耕這個角色仍有許多尚未解開的謎團在。席雅記憶中依照同僚的談話稱其為「煌珠獵人奇斯」。
- 席雅　Shantille Freesia

聖戰天使隱居地‧阿魯克沃雷村居民，照顧小時候因為被欺負心靈受創的蕾，漸漸讓蕾敞開心房，告訴他七煌寶樹跟其他人沒有不同，災厄的謠言沒有根據，間接跟其他小孩感情好起來。在一次帶小孩們外出時被想搶奪聖戰天使的山賊襲擊，被同時到來的艾迪魯庭園使節團隊長奇斯救下，雙方一見鍾情，使節團待在村子的期間與奇斯積極的相處，蕾也表示喜歡奇斯支持席雅，最後席雅與奇斯於村中結婚。與奇斯以及村中受邀請的聖戰天使前往艾迪魯庭園，與蕾約定有一天要來艾迪魯庭園找他。
因為丈夫對於力量的執著，對艾迪魯庭園的實驗本感到害怕，但立刻認同他的痛苦，自願當丈夫的實驗品；之後奇斯對力量永無止境的慾望，甚至想動肚子中懷孕的小孩(聖戰天使與人類的混種)，情緒失控殺死丈夫，然後爆走成為受到艾迪魯庭園封印的最強兵器CIA。根據上次爆走紀錄，只有總統能安撫爆走的席雅，原因不明。總統對她非常悲傷，CIA與總統似乎有某種關係。在500年後再次見到蕾，最後失控時被蕾殺死。
能力：生物活化，植物、動物都受影響，原本不想使用在動物上。
禁忌兵器CIA：被強化後，能以觸手將抓到的生物(包含聖戰天使和人類)吸收其DNA和生命以強化自己，身上已經有數不清的能力，也因此記憶斷斷續續的。因為會被吸走力量，最高幹部們也束手無策。
屬性：生
核石的顏色：薰衣草色
恢復的方法：喝用花泡的茶

#### 其他登場角色
- 金巴魯特（キンバルト）　Kinnbart （配音員：加籐精三/鄉里大輔）

紅山貓空賊團的首領，酷德的養父，常常訓酷德做一個空賊甚至一個少年都不成熟(以前的酷德的確非常不成熟)。紅山貓空賊團在飛空挺老手和各國空軍間有著名聞大陸美譽的傳奇空盜。在艾迪魯庭園重逢時表示將支持酷德未來的決定。
- 拉可多魯（ラグドール）　Ragdoll （配音員：伊丸岡篤/堀川仁）

- 菲甌拉（フィオラ）　（配音員：升望）

- 比總　Beazon （配音員：中多和宏）

壓迫鄉下村子的黑道，光頭身形壯碩肥大，蓋了蒸氣工廠將風車的風流堵住，要求村民賣女兒或是抓聖戰天使給他換取蒸氣使用權。被酷德打敗後不僅工廠被破壞風流回到村子，比總這男人還一掘不振，從此害怕聖戰天使，無法與珍珠生活。作者於後記透漏最喜歡比總這個人的設計。
- 珍珠（珍芭蒂·西珠絲）（パール（パーティン＝セルス））　Parl（Partin Cels） 

聖戰天使，同契者是比總。希望得到比總的愛護。被比總趕出去後憎恨蕾，發誓要報仇，到身為上位市民的姊姊（貝倫）那尋求幫助，進行卑鄙的復仇計畫。
同契者：比總　已歿
武器型態：龍頭護腕和大剪
屬性：虛
核石的顏色、位置：紅珍珠色、脖子上
恢復的方法：嫉妒
- 臥魯克斯（臥魯克斯·哈伍德）（ヴォルクス＝ハウンド）　Wolx Hound （配音員：置鯰龍太郎/小西克幸）

煌珠獵人，29歲，顧名思義是以抓聖戰天使賣錢之人。把聖戰天使當作工具看待，主要仍以封煌符與自己的能力戰鬥。其實本性不壞，對自己的重型機車相當寶貝。在艾迪魯庭園與酷德一行相會，協助失落的蕾與酷德擋下其他七煌寶樹的攻擊。
動畫版最後中參加艾迪魯庭園的戰鬥。
亦在藍本「蒼」篇中登場。
- 吉露露（吉可露·西露巴特蘿絲）（チルル（ティクル＝セルヴァトロス））　Tilel（Tickle Selvatlos） （配音員：釘宮理惠/金井美香）

聖戰天使，小女孩接近嬰兒體型（身高：70公分），有感應、辨認附近聖戰天使的特殊能力。擅長變裝（自認），非常聒噪自吹自擂，愛慕臥魯克斯。臥魯克斯製作了讓她的核石不被雷達偵測到的衣服，大詠唱狀態可以展開整面防禦，防禦得住七煌寶樹的一般攻擊，值得稱讚一下吉露露。
同契者：臥魯克斯
同契狀態：巨槌，槌頭可飛離成數片漂浮圓盾
屬性：盾
核石的顏色、位置：淡淡的黃綠色、肚子上
恢復的方法：碰觸同契者的身體
- 格麗娜（格麗茲涅·蕾芙娜德）（グリィナ（グリツィネ＝レフィナード））　Glytine Refinado

蕾小時候代替她父母照顧她的聖戰天使，古聖戰天使隱居地‧阿魯克沃雷村長老，習慣身穿修女服，戰鬥時手持巨劍，劍術高竿，念咒仍得心應手。因為吵架再加上蕾被封印，五百年後才和蕾重逢，在現代受到聖戰天使醫生家族保護，被前來想搶奪自身核石的海林古創傷，核石能力似乎有很強，覺得活夠久了決定讓壽命結束，最後見到蕾一面。雖然醫生道出了拯救頻死聖戰天使的唯一辦法，以同契者的血液輸血，婆婆拒絕酷德的同契要求。這一連串事件下來認同了酷德，要他代替自己好好照顧蕾。年輕時有被同契者拋棄的經驗，無法信任人類，自稱對酷德是破格的待遇。死後核石交給聖戰天使守護協會。
屬性：門
核石的顏色、位置：藤紫色、左鎖骨
恢復的方法：冥想

- 希爾德·克蘭克海德（シルト＝クランクハイド）　Schilt Krankheid

- 堤亞·席娜（シーナ）　Dia Seana

- 波卡·山格里葉（ボッカ）　Bocca Sunglier

- 由修特（修安希·伊由特）（ユーシュテ）　Huersi Hiutten

原聖戰天使。前胸的葉綠色核石為了在禁空令下守護波卡的飛行挺被取走。
- 休士頓（ヒューストン）

#### 動畫版原創角色
- （配音員：前田ゆきえ）

- （配音員：齊籐貴美子）

- （配音員：籐野とも子）

- （配音員：寺田はるひ）

艾迪魯庭園的女王,動畫中是她叫蕾到艾迪魯庭園代替自己當女王的,後來為了讓酷復活而將自己所剩的力量給了酷後死亡
- （配音員：真田アサミ）

### 蒼空戰旗(藍本)
紅本之後2年的世界。
注意：配音員為廣播劇CD版。

#### 主要角色(蒼)
- 阿西亞（阿西亞布理卡·法傑魯十四世）（アシェア（アシェアブルカ＝フアジャール）） Acheaburca Fuajarl XIV （配音員：川上倫子）

國家：法傑魯 \ 身分：公主 \ 年齡：12
太陽之王國法傑魯的公主，在法傑魯被艾迪魯庭園滅亡後，為了復國大業而展開旅程。12歲。蒼空戰旗主角。
姓氏「法傑魯」，原自於阿拉伯文的黎明。
- 琴（琴里歐·威爾森）（ジィン（ジィリオ＝ヴェルスーン）） （配音員：齋賀觀月）

同契者：阿西亞 \ 屬性：陽  \  恢復體力：曬太陽 \  種族：七煌寶樹‧威爾森
侍奉法傑魯王族的聖戰天使，屬於"七煌寶樹"之一，長於作戰分析能力的威爾森一族。
同契時武器型態是一把散發耀眼光芒的長劍。
- 普（普菲·倫達）（プー（プッフェ＝ルンダー）） （配音員：渡邊久美子）

國家：法傑魯 \ 身分：王族近身侍衛 \ 年齡：16
漫畫第二卷中透露他是16歲。阿西亞的近身侍衛，由於個頭太小，所有侍衛該有的技能他一竅不通，但卻是個機械天才。他修好了王宮內保存的舊式戰車雷斯‧葛雷德魯，並擔任其駕駛，載著阿西亞一行人展開旅程。
- 梅爾（梅爾佛多·利普羅迪可）（メル（メルフォンド＝リブロディク）） （配音員：三石琴乃）

職業：商人 \ 親族：希絲卡
畢生心願就是在"太陽王國"開店的女商人，店面剛開張就被艾迪魯庭園的大軍夷平。之後她以"在王族御用地重新開張梅爾百貨"為條件答應協助阿西亞的復國大業。另外，她其實是前作中"天使守護隊"保護官希絲卡的姊姊。

#### 沙漠各國國民
- 希哥（威爾納希哥·法傑魯）（シンガ（ヴァルナシンガ＝フアジャール）） Varnasinga Fuajarl XIII （配音員：羽多野渉）

阿西亞的父親，法傑魯國王。在艾迪魯庭園入侵的戰爭中與總統決鬥身亡。
- 那肯

法傑魯王國大臣，為了奪取王位而將國家出賣給艾迪魯庭園，並栽贓給阿西亞和她父親。
- 多爾巴魯德（トゥルバルド）

水之都市國家卡希·愛伊魯的國王。
- 拉愛拉（拉愛特斯·菲歐利多拉）（ラエラ(ラエトス＝フィオリトゥーラ)）

侍奉卡西‧愛伊魯王族的聖戰天使，是雙胞胎姐妹。屬性是水，恢復體力的方式是喝水。
- 愛烏拉（愛烏特斯·菲歐利多拉）（エウラ(エウトス＝フィオリトゥーラ)）

侍奉卡西‧愛伊魯王族的聖戰天使，是雙胞胎姐妹。屬性是水，恢復體力的方式是喝水。
- 卡麗葉達（カリィエダ）

卡希·愛伊魯的侍衛長，琴的舊識。
- 晴

生命的果樹園巴貝爾·比吉的女王。
- 蜜提爾（ミディイル）

侍奉巴貝爾·比吉王族的聖戰天使。

#### 愛迪爾卡登(艾迪魯庭園) (蒼)
名稱前者為音譯，後者為意譯。臥魯西歐奈大陸上， 科技、政治、經濟都極端高於其他國家，國內漂浮著浮島，以強悍的軍力到處擴張。
- 總統 （配音員：安元洋貴）

國家:艾迪魯庭園 \ 身分：支配者
支配艾迪魯庭園的男人。使用擁有冰之力的聖戰天使，全身穿著白色衣服，所以被稱呼作『白色惡魔』。在入侵法傑魯的戰爭中殺死國王希哥。將自己的聖戰天使看得最為重要。
- 總統的聖戰天使（暫名）

同契者：總統 \ 屬性：冰 \ 種族：七煌寶樹某一族 \ 親友：蘭珠
擁有冰之力的聖戰天使，她擁有把沙漠之國法傑魯覆蓋上一層靄靄白雪的強大力量，一切資料暫時不明，唯一能確認的是她也屬於七煌寶樹之一。喜歡唱歌，和蘭珠關係似乎不錯。
- 威爾多（ウィルト）

天使狩獵隊成員。主動提出捕獲七煌寶樹－－威爾森一族，對阿西亞似乎有著意外的執著。
- 雷古

天使狩獵隊成員，實力極其恐怖的劍術高手，對戰鬥以外的事超級遲鈍。
- 多亞

同契者：雷古
雷古的聖戰天使，擁有雪國女王般氣質的超級大美女。總是以在威爾多耳邊講話的形式傳話。
- 谷爾登（グルーテン） （配音員：立花慎之介）

艾迪魯庭園的軍隊，一隊的隊長。
- 蜜琳達（ミリンダ） （配音員：河原木志穂）

同契者:谷爾登
谷爾登的聖戰天使。
- 迪羅伊（ディロイ）

谷爾登的上司，歐爾凱那德的幹部。曾在『紅』登場，兩年前與比芮麗妲等人是同階級的幹部。

#### 其他角色 (蒼)
- 伊朵拉（イドラ）

阿西亞的青梅竹馬，總是在她難過的時候透過一個特殊的髮飾(阿西亞在和伊朵拉重逢之後就沒再注意過髮飾了,髮飾已毀損並被琴發現)提供安慰與建言。不過，睽違多年終於現身的他，其殺人不眨眼的行為卻令阿西亞身邊的人感到有些詫異，漫畫第5集提示得很清楚(指背景跟對話)，其實他是歐爾凱那德的人。
- 達古拉韓（ダグラハン）

浪商頭領，對阿西亞的膽識感到佩服，答應提供協助。
浪商成員都稱他為「卡希拉」。
- 克魯吉（クルジ）

浪商成員，優秀的龍馬騎士。喜歡阿西亞。

## 用語
- 聖戰天使（エディルレイド） Adilraid

擁有變成武器能力的特殊生命體。她們可以進行「同契」，讓自己的身體化成武器，且擁有與人類一體化的能力，屬於特殊生命體(又稱武器種族)。聖戰天使全部都是女性，誕生的方式有以下兩種。一是聖戰天使單體生成，聖戰天使的壽命將盡之時核石會離開身體，長年累月之後在核石下生成新的身體。另一種是與人類男子產下混血的子女。由於混血的關係，子女中的聖戰天使力量有所下降。
非武器化的聖戰天使外表與人類相同，所以從外表來判斷是很難的，肉體上某個位置鑲嵌的被稱之為「核石」的寶石，是她們與人類的唯一區別。另外，內部構造與人類不同，聖戰天使的疾病與外傷的診療必須具有相關的特殊資質，聖戰天使的專業醫師被認為全世界只有10人（A.R.C AILE中有三人）。
武器化的聖戰天使外形、特殊能力多種多樣，一般的槍炮火器無法被認為是無法與武器化的聖戰天使對抗的。因為武器化的關係，聖戰天使消耗的力量依靠一般的方法比如飲食睡眠或者休息時無法回復的，必須依靠特殊的方式才能回復力量（當然，依靠睡眠或者飲食來回復力量的聖戰天使也是存在的）。
由於其凌駕於近代兵器的能力，又數量稀少（作品中倒是頻繁登場），所以在地下可以高額買賣，為了賺錢的煌珠獵人般的人可以說是不計其數。另一方面，她們在某些城市國家侍奉王族或者依靠不可思議的力量進行儀式以作為某些國家的支持之源也是存在的。
壽命非常的長，也是她們的特徵之一（像格麗娜和蕾一樣，已經活了五百年以上的聖戰天使也是存在的。）老化後仍可存活數百年，老年的聖戰天使外傷治癒能力衰弱，直到受到致命傷為止。外表的容貌在到達一定年齡為止都跟人類一樣的成長。
- 核石 EREMENTAR GERAD

所有的聖戰天使，在她們身體的某一處，一定有核石在，這可以說是唯一分辨她們與人類不同的方法。依種族的不同，核石的顏色、位置甚至是形狀也各有異。核石可以說是聖戰天使的生命，只要破掉，或是被取走，就會失去聖戰天使的能力，而且連壽命都會急遽縮短。聖戰天使們平常會把她們的核石藏起來，是為了掩飾自己是聖戰天使保護自己避免危險。
- 七煌寶樹（七煌寶樹（しちこうほうじゅ））

指的是聖戰天使中最具價值，在全世界中僅有七族，她們的力量比其他的聖戰天使都還要強大，且能力也非常優秀。蕾就是其中的梅札蘭斯一族的最終的血統。歐爾凱那德會那麼執意派刺客去奪回她，就是為了要得到蕾身上強大的力量。
武器種族傳說之蒼空戰旗中登場的琴，也是七煌寶樹－－威爾森一族；另外愛迪爾卡登的總統所持有的擁有冰之力的聖戰天使和同樣擁有冰之力的蘭珠也是七煌寶樹。
- 同契 React

指的就是人類與聖戰天使一體化時最初的契約，再來指的便是那之後與聖戰天使一體化的行為。聖戰天使跟人類，通常只能一對一同契，只有在彼此的壽命結束，或是聖戰天使的核石被破壞時，才能解除契約。同契者要引發聖戰天使的能力時，提高彼此的親密度，也就是提升同步率是必要的。就算武器本身能力很強，要是同步率低的話，就不能完全活用。此外，因為在同契中，要是彼此的信賴關係崩壞，能力也會產生異變，所以要說人類與聖戰天使間的牽絆，左右了能力的強弱也不為過。
- 同契者（同契者（プレジャー））

指的就是與聖戰天使同契的人，也可以稱為武器種族的使用者。同契的項目中所提到的『一體化』就是指包含了彼此解放自己的精神，跟對方相互理解的意思。同契者當中，有把聖戰天使當作武器來使用的人，也有彼此信賴共同作戰的人，這也是因人而異。
- 咒語

這是聖戰天使擁有的特殊能力。咒語可以分為『同契咒語』、『響應咒語』、『朗誦咒語』等三種。
- 同契咒語（同契の謳（どうけいのうた））

同契者跟聖戰天使同契的時候，聖戰天使自己唸誦的咒語。雖然第一次同契時的咒語會比較長，第二次和以後的同契，即使把咒語縮短，也是可以同契的。
- 響應咒語（響応の謳（きょうおうのうた））

聖戰天使在保護自己時，發動特殊能力所使用的咒語。這種咒語和同契時的咒語一樣，聖戰天使都可以自己發動。
- 朗誦咒語（朗誦の謳（ほうしょうのうた））

在戰鬥時，為了發動強力招數時所需的咒語，所以必須由同契者跟聖戰天使一起唸誦。通常這是需要聖戰天使教同契者唸的，若是不記住，就沒辦法發動招數，但是因為同契者與聖戰天使間的同步率，要是急遽增高的話，偶爾也是有同契者能唸誦出不知道的咒語的例子。招數的威力跟咒語的長短有關，越長其威力就越大。只是，若想使用長咒語，最重要的條件就是同契者與聖戰天使的同步率必須很高。只要同步率高，就可以使用像『併唱咒語』這種高階招數。
- 併唱咒語（併唱謳（オブリガーズ））

朗誦咒語的連續攻擊，是在一開始所唸誦的咒語之後，接著又馬上唸下一個咒語的高階方式。為了要使用這個咒語，同契者與聖戰天使就必須提高同步率，讓彼此可以唸出強大的長咒語，然後再提高同步率，這是它的條件。
- 屬性

聖戰天使從出生的那一刻起，身上帶有的核石就注定了她的屬性，而依屬性的不同，能力的種類跟特徵也會有所不同。屬性全部共有24種，目前以被判定出來的，共有十八種屬性，而這些更被分為四個族群。第一煌環：地、風、火、水、綠、智；第二煌環：美、音、盾、劍、愛、虛；第三煌環：光、闇、動、靜、生、死；第四煌環中的屬性目前正在研究中，屬性的詳細情形尚不清楚，或者根本不在這些屬性煌環裡也說不定。屬性能力的優劣，從這些環裡就可以知道，例如：風屬性對地屬性則弱，對火屬性則強，以此類推，每個煌環是一個循環。如果說有不符合這個煌環的屬性優劣，可能是彼此聖戰天使的實力真的差太多了，再不然就是經過人類之手將其強化或是改造的情況。目前已知屬性的聖戰天使都標記在下表中。
- 第一煌環（第一煌環（ファースト·グリタリング）） First Glitter Ring
  - 地屬性（地屬性（ジン＝ソイル））：西提雅、蜜琳達
  - 風屬性（風屬性（ジン＝ウィンズ））：蕾
  - 火屬性（火屬性（ジン＝フレイム））：立蕾尼、克琪乃爾
  - 水屬性（水屬性（ジン＝カレント））：拉愛拉、愛烏拉
  - 綠屬性（緑屬性（ジン＝ルート））：卡迪拉、來蕾、蜜提爾
  - 智屬性（智屬性（ジン＝ウィット））：、恩緹

- 第二煌環（第二煌環（セカンド·グリタリング）） Second Glitter Ring
  - 美屬性（美屬性（ジン＝アーツ））：艾絲塔羅拉、魯魯蘿潔
  - 音屬性（音屬性（ジン＝サウンズ））：可達、可可威特
  - 盾屬性（盾屬性（ジン＝ディフェンダー））：吉露露、烏魯吉可
  - 劍屬性（剣屬性（ジン＝エッジ））：カラン、雷雷可
  - 愛屬性（愛屬性（ジン＝ハーティ））：夏爾羅
  - 虛屬性（虛屬性（ジン＝バーチュアル））：、貝倫、珍珠、多亞

- 第三煌環（第三煌環（サード·グリタリング）） Third Glitter Ring
  - 光屬性（光屬性（ジン＝ブレイズ））：若曼
  - 闇屬性（闇屬性（ジン＝ダークネス））：依朵依、喬姆
  - 動屬性（動屬性（ジン＝ステアー））：奇雅、葛蕾尼歐
  - 靜屬性（靜屬性（ジン＝サイレント））：、莉莉雅
  - 生屬性（生屬性（ジン＝アライブ））：席雅
  - 死屬性（死屬性（ジン＝ドゥーム））：－－

- 第四煌環（第四煌環（フォース・グリタリング）） Fourth Glitter Ring
- 煌環不明的屬性[] 错误：{{Lang}}：无文本（帮助）
  - 陽屬性（陽屬性（ジン＝ソウラー））：琴
  - 月屬性（月屬性（ジン＝ルーナー））：絲琪
  - 門屬性（門屬性（ジン＝ゲート））：格麗娜

- 天使守護隊（アークエイル） A·R·C AILE（Adilraid Conservation Aile）

他們的正式名稱應該是聖戰天使完全保護協會－－天使守護隊。所謂的天使守護隊是他們的簡稱，且有著『保護聖戰天使的羽翼』的意思在。保護協會的會員都是由國家公務員所構成，她們以保護聖戰天使為目的而行動。保護對象包括；『被拿來當做犯罪的道具』、『受到虐待和歧視等不當的迫害』、『被判斷出有無法控制自己強大能力的危險』等的聖戰天使。蕾就是符合了這三個項目中的第三項，所以成了被保護的對象。另外，在天使保護隊中，也有許多屬於協助保護協會會員的聖戰天使，奇雅和夏爾羅就是其中的一人。
天使守護隊的活動，主要是以保護聖戰天使為主，但是碰到犯罪行為與聖戰天使有關時，也有權力可以取締或逮捕關係人。像臥魯克斯的情況是『以獵補聖戰天使並做買賣的犯罪目的利用吉露露』。賭鬥場老闆的情況則是『利用在賭鬥賽禁止使用的聖戰天使，以及非法拘禁莉莉雅』等兩項理由成為被取締的對象。對於他們因聖戰天使所犯的罪，天使守護隊可以做和警察一樣的工作，但是一般的犯罪就排除在這之外了。
天使保護協會的本部在威斯特利亞公國，而保護協會的會員幾乎都是從本部被派遣到外地去。協會會員所保護的聖戰天使，最後都要送到本部去，在本部裡，他們可以幫那些聖戰天使過舒適的生活。另外，在各大陸·地區也有設置分部，被派遣到各地區的協會會員，都有很方便的活動體制。向本部提供情報、交換、保護、取締犯罪等，活動內容跟本部幾乎相同。此外，希絲卡、龍威和沙威魯多等，都只是組織中的代號，本名不明。
- 歐爾凱那德 ORGA NIGHT

想抓到七煌寶樹－－蕾的神秘巨大組織。所在地不明，除了知道他們是以在空中的浮游要塞為據點以外，其餘什麼都不知道。組織內依各大陸，而分成了好幾個管轄區，像以巴洛巴魯克斯為首腦的管轄區，海林古所屬的以比芮麗妲為首腦的管轄區，目前所知有在活動的就只有這兩個小組織。另外在這個組織裡，有許多強化核石，被用於改造的強化聖戰天使跟被埋進人工核石的人工核石聖戰天使。巴洛巴魯克斯的管轄組織，雖然派刺客去對付阿酷和蕾，但是由於他的行動，對組織長官及總統完全保密，所以其動機不明。
- 天使狩獵隊（ジークフォーゲル） Zeg Vogel

全名是聖戰天使審理捕獲協會，與歐爾凱那德一起為艾迪魯庭園總統效命。身著天使守護隊制服黑白反轉後的全身黑衣服，左臉頰上的刺青，是隊名英文的縮寫『Z'與『V'組合之後的圖案。目前現身的只有威爾多、雷古和多亞三人。
- 聖戰天使雷達（エディルレイドレーダー） Adilraid Radar

是用來探知聖戰天使的雷達。可確認半徑一公里內的聖戰天使的所在位置，另外，只要將每個聖戰天使的資料輸入，不管是誰、在哪哩，都可以簡單地探測出來。只是在地下的聖戰天使，以及身上纏著封煌符和封煌帶的聖戰天使，雷達上就反應不出來。另外，只要把有紀錄地形、情報等的記憶卡讀取出來，當路徑導航也很好用。順帶一提的是，希絲卡的雷達，已經偷偷改造成可以探測到範圍十公里的了。
- 煌珠獵人（煌珠狩人(エディルレイド·ハンター)） Adilraid Hunter

他們以捕獲聖戰天使為目的，靠著這項收入來維持生計。被抓到的聖戰天使，會被他們以高額的金錢，賣給專從事這項生意的掮客，為了抓到聖戰天使，他們有時甚至自己跟掮客購買聖戰天使。聖戰天使的私下買賣似乎還進行得滿頻繁的。煌珠獵人之中也有人像臥魯克斯一樣，擁有封印住聖戰天使的『封煌符』能力。
- 歡喜與悲嘆的賭鬥場（歓喜と惜嘆の賭闘場（ミリアルド＝トレイ））

設在拉茲飛·安克魯的教堂遺蹟下的鬥技場。每週末都會舉行違法的賭鬥賽，可以跟賭鬥士對戰賺取獎金，也可以預測勝負下賭注，選擇參加賭鬥賽的時候，可以從8個等級當中，選擇要對戰的對手。需依等級的不同，付參賽費用，贏了就可以獲得獎金。
- 艾迪魯庭園（エディルガーデン） Adilgarden

在武器種族傳說之蒼空戰旗中譯作愛迪爾卡登。位在臥魯西歐奈大陸的艾迪魯庭園，目前除了知道是個富有且繁榮之地以外，就沒有任何相關情報，是個情況不明的地方。據說有個在背地裡落地生根的巨大組織，在這裡有著不軌的舉動，而那個巨大組織，就是歐爾凱那德的可能性很高。格麗娜跟阿酷提到「絕不可以到『艾迪魯庭園』去」，聽得出她的用意也是在這裡。蕾一直很希望可以到那裡去，以遵守幼年時期跟席雅見面的約定。帶著希望而踏上旅途的阿酷，對於格麗娜的所說的話開始感到不安。
- 擬煌珠（菲雅滋芙·愛可裡蘿爾）（擬煌珠（フィアズーフ＝エクリロール））

歐爾凱那的所製造出來的擁有人工核石的人類武器。他們在女性的身體裡，埋進了人工核石，大量製造成聖戰天使。所以她們並沒有各自的名字，只要是以這種方法製造出來的聖戰天使，全部都叫做『菲雅滋芙·愛可裡蘿爾』。雖然像菲蘿、安娜、洽蘿特一樣有暱稱的菲雅滋芙·愛可裡蘿爾也是有的，但是這只能算是在接受單獨的作戰指令時所使用的代號而已。她們與除血統聖戰天使不同，她們不需要同契者，自己身體的一部分就可以變成武器。雖然埋進人工核石時會讓她們得到強大的力量，但是埋進的時間越長，她們對核石的依賴度就越高，因此當核石碎掉時就會死掉。
- 飛漂石（飛漂石(ひひょうせき)）

這世界中存在的可以漂在空中的逆三角錐形的黑色石頭。比較巨大的，甚至還有人想把它當作土地使用，而這些住在天空中的爆發戶，會被空盜給盯上。因為也是飛行艇的動力源，所以近年來大量開挖，不過因為最近有人覺得可能會破壞大自然，似乎成了滿嚴重的問題。那德‧裡全（ナッド＝リーゼン）的飛漂石加工技術是世界第一，加工後的飛漂石會發出淡紫色的光，使用的大小依飛行艇的大小來決定。
- 貨幣

這世界中被廣泛使用的貨幣。貨幣單位以『G』表示。以日幣來算的話，1G約是10日圓。最高紙幣額是1000。

## 出版書籍
武器種族傳說
| 集數 | Mag Garden    | Mag Garden                                              | 東立出版社     | 東立出版社             |
| 集數 | 發售日期      | ISBN                                                    | 發售日期       | ISBN                   |
| ---- | ------------- | ------------------------------------------------------- | -------------- | ---------------------- |
| 1    | 2002年9月10日 | ISBN 4-901926-04-7 ISBN 4-901926-01-2（限定版）         | 2003年6月30日  | ISBN 986-11-2551-5     |
| 2    | 2002年11月9日 | ISBN 4-901926-19-5                                      | 2003年9月25日  | ISBN 986-11-2552-3     |
| 3    | 2003年3月10日 | ISBN 4-901926-37-3                                      | 2003年11月25日 | ISBN 986-11-2902-2     |
| 4    | 2003年7月10日 | ISBN 4-901926-69-1 ISBN 4-901926-67-5（限定版）         | 2004年2月15日  | ISBN 986-11-2903-3     |
| 5    | 2004年2月10日 | ISBN 4-86127-015-4 ISBN 4-86127-018-9（限定版）         | 2004年6月30日  | ISBN 986-11-3693-2     |
| 6    | 2004年7月9日  | ISBN 4-86127-054-5                                      | 2005年2月15日  | ISBN 986-11-5201-6     |
| 7    | 2004年10月9日 | ISBN 4-86127-084-7                                      | 2005年5月25日  | ISBN 986-11-6809-5     |
| 8    | 2005年3月10日 | ISBN 4-86127-123-1 ISBN 4-86127-120-7（限定版）         | 2005年7月5日   | ISBN 986-11-6810-9     |
| 9    | 2005年8月10日 | ISBN 4-86127-168-1 ISBN 4-86127-167-0（限定版）         | 2005年12月25日 | ISBN 986-11-7488-5     |
| 10   | 2006年2月10日 | ISBN 4-86127-238-6 ISBN 4-86127-203-3（限定版）         | 2006年5月30日  | ISBN 986-11-8292-6     |
| 11   | 2006年9月9日  | ISBN 4-86127-310-2 ISBN 4-86127-298-X（限定版）         | 2007年3月5日   | ISBN 986-11-9091-4     |
| 12   | 2007年3月10日 | ISBN 978-4-86127-363-6 ISBN 978-4-86127-350-6（限定版） | 2007年7月5日   | ISBN 978-986-11-9783-8 |
| 13   | 2007年9月10日 | ISBN 978-4-86127-420-6 ISBN 978-4-86127-398-8（限定版） | 2007年12月30日 | ISBN 978-986-10-0703-8 |
| 14   | 2008年3月28日 | ISBN 978-4-86127-484-8 ISBN 978-4-861274-53-4（限定版） | 2008年7月30日  | ISBN 978-986-10-1588-0 |
| 15   | 2008年9月10日 | ISBN 978-4-86127-529-6 ISBN 978-4-86127-525-8（限定版） | 2008年12月30日 | ISBN 978-986-10-2562-9 |
| 16   | 2009年3月10日 | ISBN 978-4-86127-601-9 ISBN 978-4-86127-547-0（限定版） | 2009年6月15日  | ISBN 978-986-10-3507-9 |
| 17   | 2009年9月10日 | ISBN 978-4-86127-651-4 ISBN 978-4-86127-634-7（限定版） | 2010年2月15日  | ISBN 978-986-10-3507-9 |
| 18   | 2010年3月10日 | ISBN 978-4-86127-711-5 ISBN 978-4-86127-668-2（限定版） | 2010年12月6日  | ISBN 978-986-10-5487-2 |

武器種族傳說─蒼空戰旗─
| 集數 | Mag Garden     | Mag Garden                                              | 東立出版社    | 東立出版社             |
| 集數 | 發售日期       | ISBN                                                    | 發售日期      | ISBN                   |
| ---- | -------------- | ------------------------------------------------------- | ------------- | ---------------------- |
| 1    | 2004年7月9日   | ISBN 4-86127-055-3                                      | 2005年4月30日 | ISBN 986-11-6314-X     |
| 2    | 2005年3月10日  | ISBN 4-86127-130-4 ISBN 4-86127-121-5（限定版）         | 2005年6月27日 | ISBN 986-11-6831-1     |
| 3    | 2006年3月10日  | ISBN 4-86127-252-1 ISBN 4-86127-234-3（限定版）         | 2006年7月17日 | ISBN 978-986-11-8338-1 |
| 4    | 2007年3月10日  | ISBN 978-4-86127-369-8 ISBN 978-4-86127-351-3（限定版） | 2007年7月11日 | ISBN 978-986-11-9782-1 |
| 5    | 2008年3月28日  | ISBN 978-4-86127-485-5 ISBN 978-4-86127-454-1（限定版） | 2008年7月30日 | ISBN 978-986-10-1589-7 |
| 6    | 2010年3月10日  | ISBN 978-4-86127-716-0                                  | 2010年12月8日 | ISBN 978-986-10-5490-2 |
| 7    | 2012年1月14日  | ISBN 978-4-86127-941-6                                  | 2012年7月17日 | ISBN 978-986-10-9468-7 |
| 8    | 2013年10月15日 | ISBN 978-4-80000-223-5                                  | 2015年1月2日  | ISBN 978-986-337-643-9 |

導讀手冊
| 副標題                    | Mag Garden    | Mag Garden             | 東立出版社    | 東立出版社             |
| 副標題                    | 發售日期      | ISBN                   | 發售日期      | ISBN                   |
| ------------------------- | ------------- | ---------------------- | ------------- | ---------------------- |
| 武器種族傳說 公式導讀手冊 | 2005年5月28日 | ISBN 4-86127-152-5     | 2006年4月27日 | ISBN 986-11-8073-7     |
| 武器種族傳說 終極導讀手冊 | 2009年3月10日 | ISBN 978-4-86127-616-3 | 2009年8月12日 | ISBN 978-986-10-4159-9 |

畫集
2003年12月1日發售、ISBN 4-86127-003-0
小說
著：朝香祥（Mag Garden Novels）全2卷
| 副標題 | Mag Garden    | Mag Garden             |
| 副標題 | 發售日期      | ISBN                   |
| ------ | ------------- | ---------------------- |
|        | 2005年8月29日 | ISBN 4-86127-174-6     |
|        | 2007年3月8日  | ISBN 978-4-86127-376-6 |

## 電視動畫

### 製作人員
- 原作 - 東麻由美
- 監督 - 上田茂
- 企画 - 保坂嘉弘、川村明廣、下地志直
- 系列構成 - 荒川稔久
- 人物設計、總作画監督 - 堀たえ子
- 機械設計 - 桝田浩史
- 場景設計協力 - 山岡信一
- 美術監督 - 小倉宏昌、合六弘
- 色彩設計 - 井上佳津枝
- 攝影監督 - 谷内潤
- 編輯 - 大竹弥生
- 音響監督 - 亀山俊樹
- 音樂 - 梶浦由記
- 製作人 - 東不可止、板橋秀徳、佐藤徹
- 製作 - 東京電視台、創通映像、XEBEC

### 主題曲
片頭曲
『Forever...』（第1唱 - 第26唱）
作詞：ああ；作曲：takumi；歌：savage genius；編曲：鈴木Daichi秀行
片尾曲
「約束」（第1唱 - 第25唱）
作詞、作曲、歌：黑田倫弘；編曲：馬場一嘉
插入曲
『雨あがり』（第15唱）
作詞：ああ；作曲：takumi；編曲：野崎圭一；歌：savage genius
『everlasting song~Japanese Edition』
作詞、作曲：梶浦由記；歌、編曲：FictionJunction ASUKA
- 最終回在片尾曲使用。

『who has seen the wind? 』
作詞、作曲：斉藤恒芳；歌：水樹奈奈

### 各話列表
| 話數       | 日文標題 | 中文標題         | 編劇         | 分鏡          | 演出       | 作畫監督                     |
| ---------- | -------- | ---------------- | ------------ | ------------- | ---------- | ---------------------------- |
| 第一唱     |          | 天空與風之歌     | 荒川稔久     | 上田茂        | 上田茂     | 堀たえ子                     |
| 第二唱     |          | 命運的契約       | 荒川稔久     | 上田茂 孫承希 | 孫承希     | 今井雅美                     |
| 第三唱     |          | 背叛的七煌寶樹   | 玉井☆豪      | 湖山禎崇      | 佐佐木勝利 | 岩崎光洋                     |
| 第四唱     |          | 光與闇之核石     | 高山克彥     | 山川吉樹      | 筑紫大介   | 柳瀬雄之                     |
| 第五唱     |          | 那天落下的眼淚   | 小山田風狂子 | 木村真一郎    | 上田茂     | 津熊健徳                     |
| 第六唱     |          | 凝視契約者       | 高山克彥     | 孫承希        | 孫承希     | 今井雅美                     |
| 第七唱     |          | 使用聯唱歌的決心 | 高山克彥     | 葛谷直行      | 高橋順     | 高橋晃                       |
| 第八唱     |          | 戰慄的煌珠獵人   | 玉井☆豪      | 神谷純        | 孫承希     | 前田明寿 崔富京              |
| 第九唱     |          | 港市的秘密       | 村山桂       | 坂田純一      | 清水一伸   | 岩崎光洋                     |
| 第十唱     |          | 愛與慾望的賭鬥場 | 村山桂       | 太田雅彦      | 筑紫大介   | 窪田康高                     |
| 第十一唱   |          | 復仇之賭鬥士     | 荒川稔久     | 菱川直樹      | 菱川直樹   | 高橋晃                       |
| 第十二唱   |          | 朝著自由奔馳     | 荒川稔久     | 池端隆史      | 孫承希     | 津熊健徳                     |
| 第十三唱   |          | 天使守護隊       | 高山克彥     | 上田茂        | 上田茂     | 今井雅美                     |
| 第十四唱   |          | 煌珠獵人，重現   | 玉井☆豪      | 太田雅彦      | 高橋順     | 服部憲知                     |
| 第十五唱   |          | 大風車之村       | 村山桂       | 坂田純一      | 清水一伸   | 岩崎光洋                     |
| 第十六唱   |          | 追憶之鎗彈       | 小山田風狂子 | 上田茂        | 安東信悦   | 小嶋悟司                     |
| 第十七唱   |          | 波瀾之邂逅       | 花田十輝     | 榎本明広      | 筑紫大介   | 高橋晃                       |
| 第十八唱   |          | 虛偽之契約       | 川崎裕之     | 菱川直樹      | 菱川直樹   | 大木賢一                     |
| 第十九唱   |          | 小石子的心意     | 荒川稔久     | 孫承希        | 孫承希     | 前田明寿                     |
| 第二十唱   |          | 擬煌珠           | 高山克彥     | 安藤真裕      | 安東信悦   | 小嶋悟司                     |
| 第二十一唱 |          | 明朗化的真相     | 村山桂       | 二瓶勇一      | 菱川直樹   | 高橋晃                       |
| 第二十二唱 |          | 埋葬的傳說       | 村山桂       | 二瓶勇一      | 河野利幸   | 今井雅美 加藤雅之 加藤はつえ |
| 第二十三唱 |          | 約定             | 玉井☆豪      | 菱川直樹      | 安東信悦   | 小嶋悟司                     |
| 第二十四唱 |          | 煌珠樂園         | 花田十輝     | 坂田純一      | 清水一伸   | 岩崎光洋                     |
| 第二十五唱 |          | 混沌禮讚歌       | 村山桂       | 榎本明広      | 孫承希     | 高橋晃                       |
| 第二十六唱 |          | 天空與未來之歌   | 荒川稔久     | 上田茂        | 上田茂     | 前田明寿                     |

### 播放電視台
| 播放地區       | 播放電視台   | 播放日期                 | 播放時間                        |
| -------------- | ------------ | ------------------------ | ------------------------------- |
| 關東廣域圈     | 東京電視台   | 2005年4月5日 - 9月27日   | 星期二 18:00 - 18:30            |
| 北海道         | TV北海道     | 2005年4月5日 - 9月27日   | 星期二 18:00 - 18:30            |
| 愛知縣         | 愛知電視台   | 2005年4月5日 - 9月27日   | 星期二 18:00 - 18:30            |
| 大阪府         | 大阪電視台   | 2005年4月5日 - 9月27日   | 星期二 18:00 - 18:30            |
| 岡山縣、香川縣 | 瀨戶內電視台 | 2005年4月5日 - 9月27日   | 星期二 18:00 - 18:30            |
| 福岡縣         | TVQ九州放送  | 2005年4月5日 - 9月27日   | 星期二 18:00 - 18:30            |
| 日本全域       | BS JAPAN     | 2005年4月6日 - 9月28日   | 星期三 18:25 - 18:55            |
| 日本全域       | AT-X         | 2005年4月25日 - 10月20日 | 星期一 10:00 - 10:30 （有重播） |
| 臺灣           | 緯來綜合台   | 2008年1月21日 - 2月25日  | 星期一至星期五 17:30            |

## 遊戲

### 電子遊戲
- 武器種族傳說-翠風之劍-（エレメンタル ジェレイド-纏え、翠風の剣-（-まとえ、すいふうのつるぎ-））

2005年6月30日TAITO發售的PS2用3D對戰型格鬥遊戲/。
- 武器種族傳說～被封印的詩歌～

2005年7月7日TAKARATOMY發售的GBA用角色扮演冒險遊戲（エレメンタル ジェレイド 〜封印されし謳〜（〜とざされしうた〜））。
- 武器種族傳說（エレメンタル ジェレイド）

2005年5月開始配信的手機用2D對戰格鬥遊戲。

### 卡片遊戲
- EREMENTAR FRONT（エレメンタル フロント）

作品中的角色與道具有登場的卡片遊戲。PR卡計60種、EX卡計10種、MX卡計2種，共計72種。

## 影音商品

### CD
Frontier Works發售
- EREMENTAR GERAD 廣播劇CD第1卷（「天翔艇」編）
- EREMENTAR GERAD 廣播劇CD第2卷（「煌珠狩人」編）
- EREMENTAR GERAD 廣播劇CD第3卷（「賭闘場」編）

## 外部連結
- （日語）武器種族傳說官方網站 （页面存档备份，存于）
- （日語）原作者的網站
- （日語）武器種族傳說TV版官方網站 （页面存档备份，存于）
- （日語）武器種族傳說-纏え、翠風の剣-
- （日語）武器種族傳說～封印されし謳～ （页面存档备份，存于）